# Mate de coca

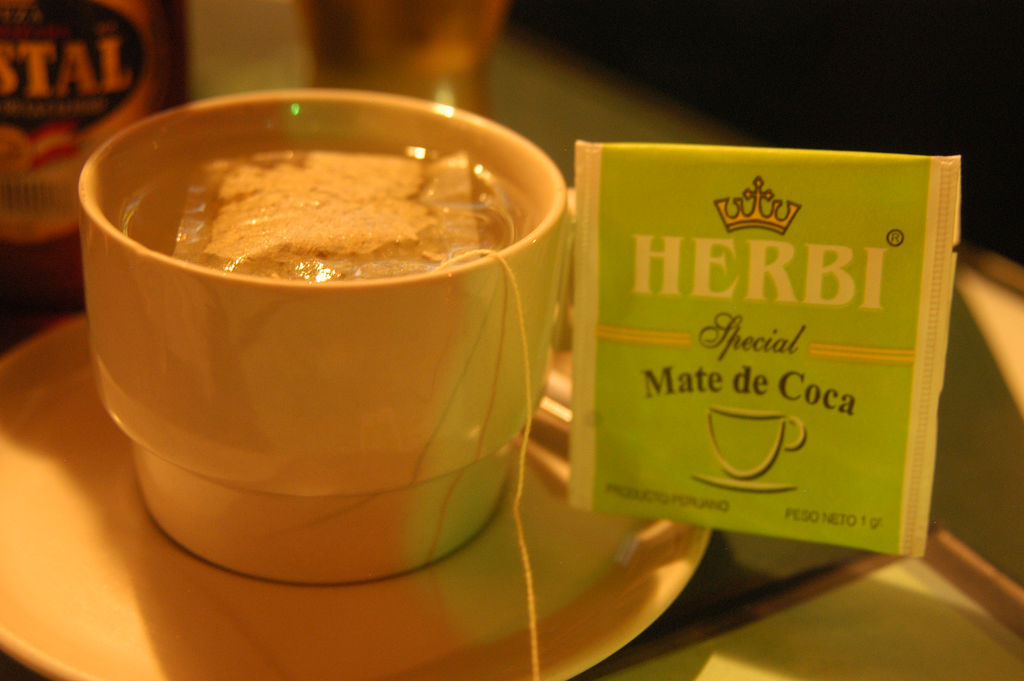
Mate w torebkach

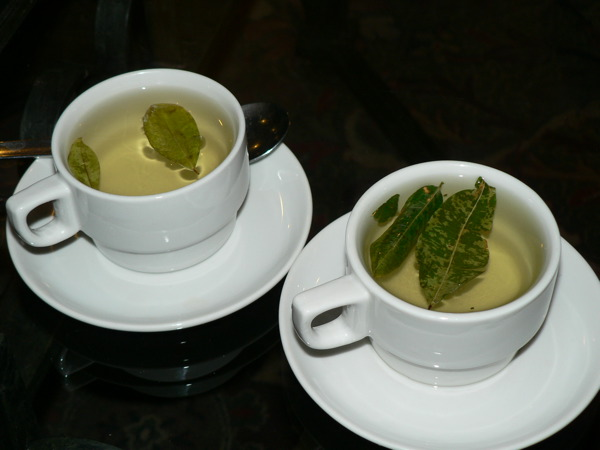
Mate de coca

Mate de coca – popularny napój peruwiański, napar z liści koki, zwalczający objawy choroby wysokogórskiej. Ze względu na zawartość alkaloidów wykazuje działanie pobudzające, podobnie jak kawa. 